# Francesc Mendoza Gil
Francesc Mendoza Gil (Barcelona, 1927-2009) fou un dirigent esportiu.
El 1951 s'afilià al Centre Gimnàstic Barcelonès, on practicà la gimnàstica artística. Posteriorment exercí com a entrenador i jutge d'aquest esport en l'àmbit estatal. Presidí el centre Gimnàstic Barcelonès entre el 1980 i el 1985, i durant el seu mandat dinamitzà la secció de lluita i organitzà el Trofeu Gracià Cuesta. També presidí la Federació Catalana de Lluita entre el 1989 i el 1996, després d'haver-ne estat vicepresident entre el 1985 i el 1987. Participà en l'organització de les proves de lluita durant els Jocs Olímpics de Barcelona per la qual cosa rebé una distinció de la federació internacional. També fou distingit amb la placa d'argent al mèrit esportiu el 1983, i va rebre la medalla de Forjadors de la Història Esportiva de Catalunya el 1997.